# 章國明
章國明（英語：Alex Cheung Kwok Ming，1951年12月22日—），香港電影導演、前無綫電視編導。1982年憑《邊緣人》獲得金馬獎最佳導演。他是1970至1980年代香港新浪潮的一員。

## 背景

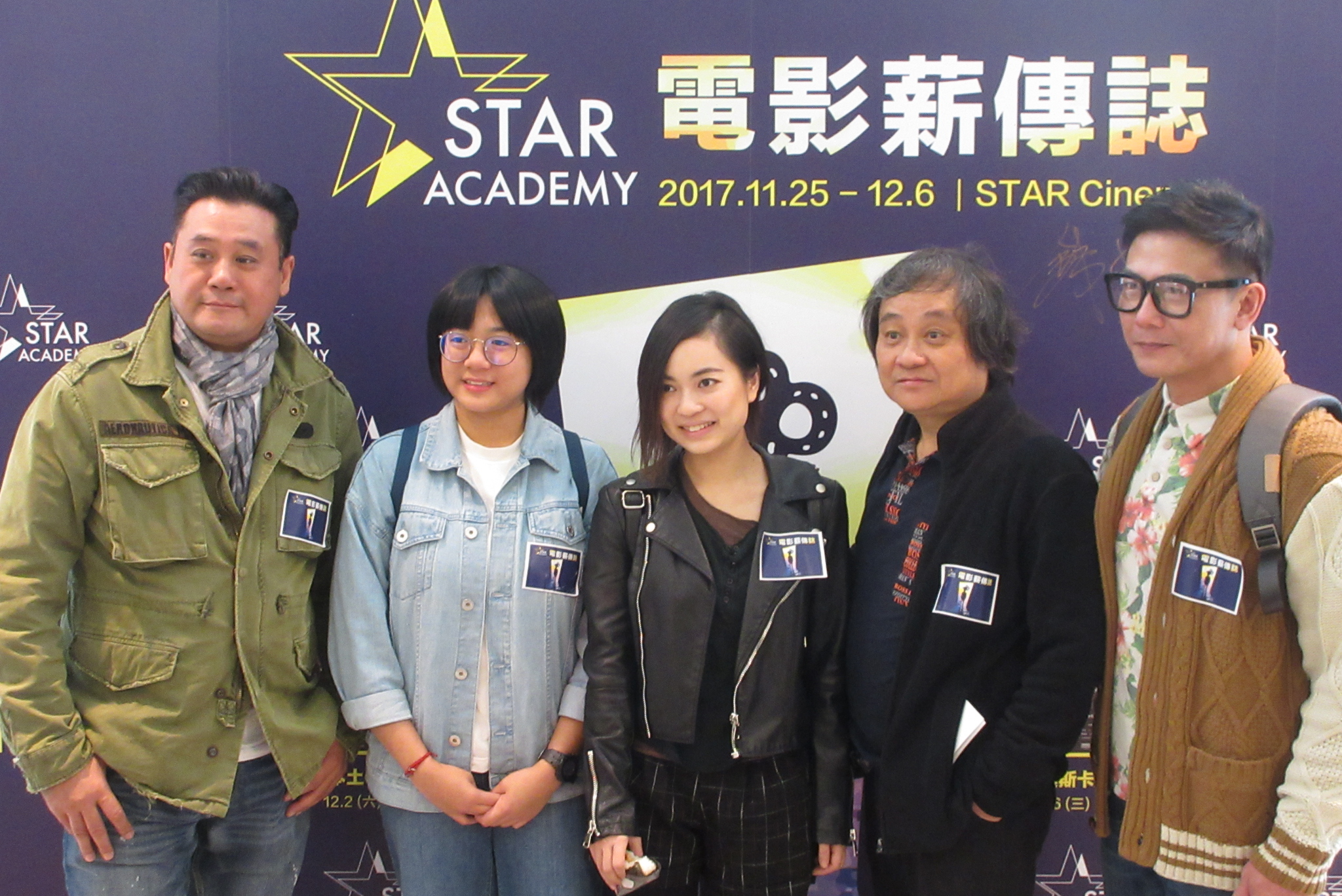
2017年11月洲立影藝「電影薪傳誌」活動，左起：麥長青、麥淳琳（麥長青女兒）、章彥琦、章國明、錢小豪。

### 早年生活
章國明生於香港，任職裁縫兼經營唐裝生意的父親在他一歲時離世。因此靠母親把單位分租出去賺取生活費，而且數度搬屋。他有四兄姊一兄三姊一弟，早年分別在新界元朗江夏圍、錦江路旁的村屋以及九龍太子道西180號的住宅（租住）成長。1958年畢業於通菜街香港民智學校幼稚園，曾入讀通德學校（1958年至1960年）和調景嶺鳴遠小學（寄宿生；1960年至1962年）。後來畢業於中華基督教會協和小學（1964年小六）和鄧鏡波學校中文部（1967年中三）。在學階段的學業成績一般。另一方面是校內攝影組成員。中三畢業後在夜校完成中五課程，同期向兄長學習裁縫技術。章於1968年把自拍的一張柔道比試照片寄到星報參加攝影比賽。不久，經朋友介紹認識任職嘉禾電影的攝影機主管而得到機會入職該公司，負責搬運器材，為期三個月。其後轉職玩具製造廠。

### 事業發展
直至1973年，他參加由香港學生聯會主辦的「香港實驗電影比賽」且奪三個優異獎而回。拍攝過的實驗電影作品計有《異世之所》、《齊齊來》等。當年泰迪羅賓主動致電給他，表示有意向他學習拍電影的技巧和合作拍攝微電影。同年，獲節目總經理孫郁標邀請進入電視圈，於是隨陳家瑛當助理。加入電視台只有一個月後，他便因職位出缺而兼任節目或劇集宣傳片導演崗位。及後由麗的電視推廣部轉到香港無綫電視菲林組跟隨劉芳剛當編導，又曾為香港電台電視部拍攝宣傳片。1979年，泰迪羅賓邀請章國明到電影界發展。然而由於章擔心收入不穩，遂婉拒了泰的好意。往後多間電影製作公司欲把他羅致旗下。最後在紜紜選擇中，章決定簽約成為楊群、俞鳳至「香港鳳鳴影業」的旗下導演，為時三年。期間執導其第一部電影《點指兵兵》。未幾在1980年簽約邵氏電影公司。1982年以《邊緣人》獲得金馬獎最佳導演獎。
但後來因有意把科幻元素與喜劇情節結合起來，於是拍攝了1983年的《星際鈍胎》。最終票房、口碑皆一般，並令該齣電影被稱為「Cult片」，即邪典片。雖然面對電影情況失利，泰迪羅賓仍然把章推薦予「新藝城」。至1996年，章國明基於導演生活得不到穩定的收入保障，所以以自由身身份為香港廉政公署導演《廉政行動》。1998年起正式加入擔任高級編導，推廣廉潔教育和幫助建立廉署人員形象。十八年間為廉政公署導演了十一集作品。他於2015年8月2日在無綫電視節目開心老友記「松拍真情」環節中宣佈從廉政公署退下來，計劃重投電影行業。

## 個人生活
章國明已婚，其妻袁煥玉是前邵氏電影公司的製片。二人婚後育有一名女兒章彥琦。女兒於2016年憑編劇作品《屍奔日記》獲得2016年香港國際影視展HAF大獎。另外，章國明在1984年於黃埔船塢拍攝電影期間不慎由逾十多呎高空墜下，以致頭部重傷積血；經治理後康復。
在音樂方面，章國明曾與5位電影人好友包括徐克、泰迪羅賓、黃志強、林嶺東和施南生合組樂隊，於1985年的年三十晚在無綫電視以「猛虎樂隊」身份公開演出。

## 作品
電視編導
- 1978年：奇趣錄[40][41]

編劇
- 1979年：點指兵兵
- 1980年：碟仙（〈陰靈〉）[42]
- 1981年：邊緣人
- 1985年：皇家大賊
- 1996年：廉政行動1996（單元四《青雲夢醒》）
- 1997年：古惑天堂
- 1998年：廉政行動1998（單元三《老細有料》）
- 2007年：廉政行動2007（單元一《鐵窗速遞》、單元二《沙丘城堡》）
- 2014年：廉政行動2014（單元五：《戰友》）

導演
- 1973年：電話鈴聲
- 1973年：做
- 1973年：八米厘
- 1973年：異世之所
- 1974年：齊齊來
- 1979年：點指兵兵
- 1981年：邊緣人
- 1983年：星際鈍胎
- 1985年：皇家大賊
- 1988年：點指賊賊
- 1989年：沉底鱷
- 1996年：廉政行動1996
- 1997年：古惑天堂
- 1998年：廉政行動1998
- 2001年：廉政追擊
- 2004年：廉政行動2004
- 2007年：廉政行動2007
- 2009年：廉政行動2009
- 2011年：廉政行動2011
- 2014年：廉政行動2014

其他
- 1976年：歡樂今宵劇目《幻海奇情》
- 1976年：CID（無綫電視劇集）
- 1985年：恭喜發財（玩具特技片段）
- 1987年：衛斯理傳奇
- 1998年：拯救行動999（單元二〈談判專家〉，香港電台紀錄片）[43]

## 演出
- 1980年：第一類型危險  飾  政治部人員
- 1983年：星際鈍胎
- 1985年：打工皇帝
- 1985年：花心紅杏
- 2004年：龍 ‧ 一九七三以後
- 2014年：一個人的武林
- 2019年：再見UFO  飾  林可兒父親

## 節目嘉賓
- 1973年：青春頌（麗的電視）
- 1988年：巨星之夜（亞洲電視）[44]
- 2011年：愛煮廚房（第5集，創世電視）
- 2012年：亞視百人（第91集，亞洲電視）
- 2017年：那些年·娛樂巴巴閉（奇妙電視）[45]
- 2018年：導亦有道（澳視澳門台）[46]
- 2022年：360秒人生課堂（第4集、無綫電視）

## 外部連結
- 章國明在互联网电影资料库（IMDb）上的資料（英文）（英文）
- 在AllMovie上章國明的頁面（英文）
- 章國明在香港影庫上的簡介
- 章國明 YouTube頻道（页面存档备份，存于）
- 章國明 在「香港記憶」上的資料